# ビア・ハノイ
ビア・ハノイ（ベトナム語：Bia Ha Noi）は、ベトナムのビールのブランド名。ハノイを代表するビール。以前より、アルコール度が0.2%あがり、現在4.0％。北部では、ビア・ハリダ（Bia Halida）や、ビア・ホイとともに人気がある。

## HABECO
ハノイ・ビア・アルコール飲料総公社（ ベトナム語：Tong cong ty Bia-Ruou-Nuoc giai khat Ha Noi, 英:Hanoi Beer Alcohol Beverage Corp., 略称 HABECO）が製造している。本社はハノイ市。ビア・ハノイの製造をはじめレストラン、不動産の運用など多角経営を行っている。1890年創業のビールメーカーであるが、社会主義化後は国営企業化された。しかし1990年代以降は、ベトナムの開放政策に乗り、デンマークのビールメーカーであるカールスバーグと戦略的パートナー契約を締結し、品質の向上を図り、ベトナムのナンバー2メーカーとなっている（ナンバー1はビア・サイゴン）。
ハノイ証券取引所、ホーチミン証券取引所に上場しているが、国営企業の名残で2009年段階でも株式の大部分を国が保有している。しかし近年、IPOなどにより放出が始まった。増強した資本金を背景に、国内各所にビール工場を建設、または拡張しており、シェア向上に向けた布石を打っている。